# Sinagoga din Graz
Sinagoga din Graz este un lăcaș de cult evreiesc din Graz, Austria. Ea a fost construită în 1892. Ea a fost reinitiată în anul 1983. 